# Molleindustria
Molleindustria é um site de ciberativismo italiano criada em dezembro de 2003, que produz e disponibiliza jogos em flash com críticas e sátiras político-sociais do ponto de vista do comunismo.

O site é conhecido, dentre outros jogos, por ter criado o McDonald's VideoGame, um jogo que faz uma crítica ao modelo de negócios da rede de lanchonetes McDonalds.